# Vene digitale plantare
Venele digitale plantare iau naștere din plexurile de pe suprafețele plantare ale degetelor și, după trimiterea venelor intercapitulare pentru a se uni cu venele digitale dorsale, se unesc pentru a forma patru vene metatarsiene. 